# 投資採算価値
投資採算価値（とうしさいさんかち）とは、投信法又は資産流動化法に基づく、投資家に示すための評価額である。
投資家保護の情報開示の観点から客観的な評価が必要とされることから、不動産鑑定士が評価することとされている。不動産鑑定評価上は
特定価格として表示される。
特別目的会社(SPC)や特定目的会社(TMK)等のSPV(Special Purpose
Vehicle)といったビークルを活用して、従来の制度では流動化の難しい不動産や貸付債権等の特定資産の流動化を行うため、不動産証券化
に関する「資産流動化法」と「投信法」が制定された。
不動産証券化制度は、金融機関の不良債権の実質処理の促進、新たな
投資資金流入による不動産取引の活性化、一般企業への新たな資金調達手段の提供及び一般投資家への新たな投資商品の提供による金融市場等の活性化を図るという社会経済上の要請を背景としている。

## 評価の方法
DCF法を基本とし、転売予測価格を求める観点から、対象不動産の保有期間中の各年毎に借入金返済の確実性を担保した上で、自己資本に
対する投下資本利益を確保する必要があるため、借入金償還余裕率
(DCR)による検証を行って収益価格を査定すること。
更に、直接還元法による検証を行うとともに、積算価格及び比準価格による妥当性も併せて検証する。

## 評価上の留意点
- 対象不動産が有している収益力を価格に的確に反映させること。
- 詳細調査に基づく確実なデータを前提とした合理性を確保すること。
- 調査によって判明しない部分については、リスクとして考慮すること。

## 関連評価基準等
- 不動産鑑定評価基準 (PDF)
- 投信法及び資産流動化法にかかる鑑定評価上の留意事項について(日本不動産鑑定協会発表)
- 資産の流動化に関する法律
- 投資信託及び投資法人に関する法律